# Great Internet Mersenne Prime Search
Great Internet Mersenne Prime Search (GIMPS) – projekt obliczeń rozproszonych w którym biorą udział ochotnicy poszukujący liczb pierwszych Mersenne’a. Założycielem i autorem oprogramowania jest George Woltman. Podstawowe programy wykorzystywane w projekcie, Prime95 i MPrime, są typu open source.

## Statystyki
W projekcie zarejestrowanych jest ok. 274 tysięcy użytkowników  i ponad 2,8 miliona maszyn (dane z października 2024 roku).

## Osiągnięcia
Do października 2024 w ramach GIMPS znaleziono 18 liczb pierwszych Mersenne’a.
Największą obecnie znaną liczbą pierwszą Mersenne’a jest {\displaystyle 2^{136279841}-1.} Odkrył ją 12 października 2024 roku Luke Durant w ramach projektu GIMPS. Do jej zapisania w układzie dziesiętnym potrzeba 41 024 320 cyfr.
Electronic Frontier Foundation wyznaczyła nagrodę 150 000 dolarów za zidentyfikowanie liczby pierwszej mającej ponad 100 milionów cyfr w zapisie dziesiętnym.